# Burg Leinstetten
Die Burg Leinstetten ist eine abgegangene Wasserburg am Heimbach im Ortsteil Leinstetten der Stadt Dornhan im Landkreis Rottweil in Baden-Württemberg. Das adelige Gut Leinstetten war hohenbergisch und österreichisches Lehen des 1525 erloschenen Ortsadels.

## Baugeschichte
Die ursprüngliche Burganlage wurde vermutlich 1230/50 erbaut. 1474 wurden die Herren von Bubenhofen mit der Burg samt Wiesen, Äckern und zwei Dritteln des Dorfes belehnt. 1783 kaufte der Straßburger Patrizier Philipp Jakob von Frank die Anlage. Bis dahin war die Burg mit einer hohen Mauer und einem Wassergraben umgeben, über den eine Zugbrücke führte. Philipp Jakob von Frank ließ die Mauer abreißen und den Graben auffüllen. Das alte Schlossgebäude selbst wurde – bis auf die alten Keller – wohl durch den Obersten Freiherrn von Batz nach 1838 abgebrochen. Das Grab des Philipp Jakob von Frank liegt im Wald südwestlich des Schlosses Leinstetten. 1847 kauften dann die hinterpommerschen Freiherren von Podewils das Schloss samt dem dazugehörigen Turmhügel.

## Beschreibung

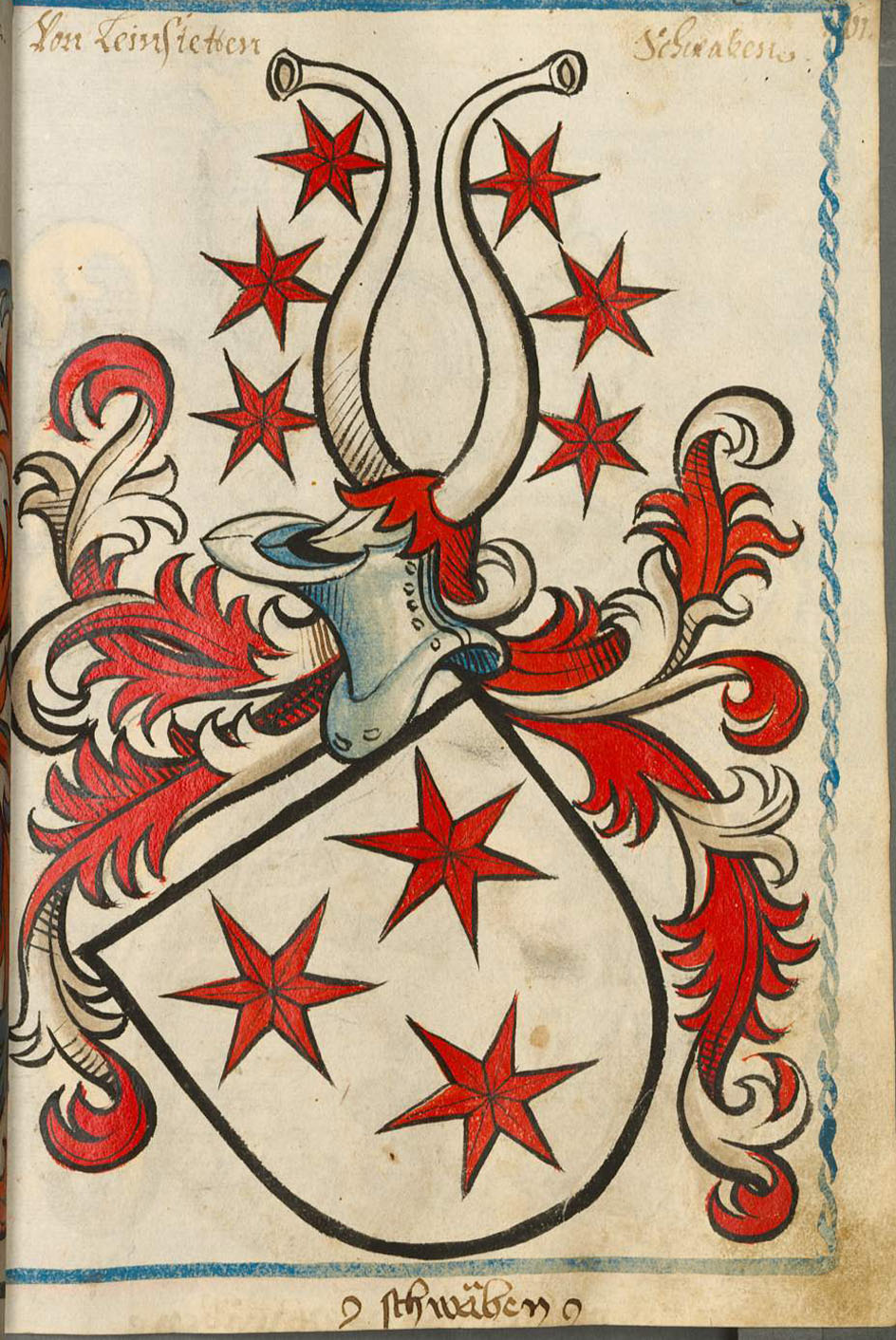
Scheiblersches Wappenbuch, Wappen der von Leinstetten (um 1450)

Das Alte Schloss war ein Steinhaus, mit Staffelgiebeln geschmückt und etwas erhöht auf dem kleinen Hügel hinter dem ummauerten Schlossgarten gelegen. Nach der Beschreibung aus dem Jahr 1824 hatte es vier heizbare und neun nicht zu heizende Zimmer sowie zwei „vorzügliche“ Keller.
Über diese Keller berichtet Friedrich August Köhler:
Vormals waren im Keller des Schlosses viele Ottern, die ungeniert aus der Milchen soffen u. im Rossdünger im Hofe Nester hatten. In den Wiesen des Thales sind sie auch nicht selten u. öfters wird eine ohnbemerkt mit dem Gras heimgetragen.